# Lekkoatletyka na Igrzyskach Małych Państw Europy 2009
Lekkoatletyka na Igrzyskach Małych Państw Europy 2009 – zawody sportowe, które odbywały się w Nikozji 2, 4 i 6 czerwca.

## Rezultaty

### Mężczyźni
| Konkurencja:          | Złoto                                                                               | Wynik      | Srebro                                                                           | Wynik       | Brąz                                                                     | Wynik    |
| 100 m                 | Panagiotis Ioannou                                                                  | 10.38      | Filipos Spastris                                                                 | 10.61       | Yoann Bebon                                                              | 10.74    |
| 200 m                 | Stefanos Hadjinikolaou                                                              | 21.35 PB   | Nikolai Portelli                                                                 | 21,63       | Andreas Pafitis                                                          | 21,64    |
| 400 m                 | Stefanos Hadjinikolaou                                                              | 48,46      | James Dalfonso                                                                   | 49,07       | Ivano Bucci                                                              | 49,29    |
| 800 m                 | Mike Schumacher                                                                     | 1:51,70    | Demetris Filippou                                                                | 1:52,89 PB  | Christophe Bestgen                                                       | 1:53,64  |
| 1500 m                | Mike Schumacher                                                                     | 3:52,24 PB | Christian Thielen                                                                | 3:52,65     | Alexandros Kalogerogiann                                                 | 3:59,83  |
| 5000 m                | Kári Steinn Karlsson                                                                | 14:45,71   | Marcos Sanza Arranz                                                              | 15:06,59    | Jean Marc Leandro                                                        | 15:22,07 |
| 10000 m               | Kári Steinn Karlsson                                                                | 31:13,29   | Omar Bachir                                                                      | 31:30,19 PB | Marcos Sanza Arranz                                                      | 31:58,71 |
| 110 m przez płotki    | Alexandros Stavridis                                                                | 13,88 CR   | Claude Godart                                                                    | 14,22       | Nourredine Metiri                                                        | 16,22    |
| 400 m przez płotki    | Minas Alozidis                                                                      | 51,40      | Jacques Frisch                                                                   | 53,44       | Björgvin Víkingsson                                                      | 53,79    |
| 3000 m z przeszkodami | Panayiotis Kyprianou                                                                | 9:35,95    | Jamal Baaziz                                                                     | 9:42,04     | Kais Adli                                                                | 10:14,35 |
| Sztafeta 4 x 100      | Cypr · Andreas Pafitis · Filipos Spastris · Vasilis Polykarpou · Panagiotis Ioannou | 41,55      | Malta · Mario Bonello · Chouhal Rachid · Karl Farrugia · Nikolai Portelli        | 41,86       | Luksemburg · Yoann Bebon · Marc Debanck · Claude Godart · Tom Hutmacher  | 42,25    |
| Sztafeta 4 x 400      | Cypr · Riginos Menelaou · Stefanos Anastasiou · Antonis Aresti · Minas Alozidis     | 3:16,82    | Luksemburg · Marc Debanck · Christian Thielen · Mike Schumacher · Jacques Frisch | 3:16,90     | Malta · Mario Bonello · Mario Debono · Nikolai Portelli · James Dalfonso | 3:18,57  |
| Skok wzwyż            | Kyriakos Ioannou                                                                    | 2,25       | Marios Nicolaou                                                                  | 2,00        | Einar Daði Lárusson                                                      | 1,95     |
| Skok o tyczce         | Nikandros Stylianou                                                                 | 4,80       | Nourredine Metiri                                                                | 4,60        | Andreas Efstathiou                                                       | 4,50     |
| Skok w dal            | Kristinn Torfason                                                                   | 7,60       | Mathaios Volou                                                                   | 7,51 PB     | Zacharias Arnos                                                          | 7,32     |
| Trójskok              | Zacharias Arnos                                                                     | 15,40      | Panagiotis Volou                                                                 | 15,21       | Kristinn Torfason                                                        | 14,79    |
| Pchnięcie kulą        | Georgios Aresti                                                                     | 18,14      | Björn Þorsteinsson                                                               | 17,38       | Jón Ásgrímsson                                                           | 16,13    |
| Rzut dyskiem          | Apostolos Parelis                                                                   | 60,55 CR   | Savvas Aresti                                                                    | 55,34 PB    | Björn Þorsteinsson                                                       | 54,11    |
| Rzut oszczepem        | Jón Ásgrímsson                                                                      | 72,28      | Ioannis Stylianou                                                                | 71,26       | René Michlig                                                             | 69,56    |
| Rzut młotem           | Bergur Ingi Pétursson                                                               | 70,60 CR   | Petros Sofianos                                                                  | 64,38       | Michael Kolokotronis                                                     | 56,76    |

### Kobiety
| Konkurencja:       | Złoto                                                                            | Wynik        | Srebro                                                                                   | Wynik    | Brąz | Wynik      |
| 100 m              | Eleni Artimata                                                                   | 11,40 CR     | Anna Ramona Papaioannou                                                                  | 11,91 PB | Chantal Hayen | 12,15 PB   |
| 200 m              | Eleni Artimata                                                                   | 23,34 CR     | Anna Ramona Papaioannou                                                                  | 24,65    | Hrafnhild Eir Hermóðsdóttir                                                                                              | 25,39      |
| 400 m              | Antroula Shialou                                                                 | 56,38        | Hafdís Sigurðardóttir                                                                    | 58,39    | Julia Christodoulou | 59,09      |
| 800 m              | Stella Christoforou                                                              | 2:11,91      | Martine Nobili                                                                           | 2:13,25  | Charline Mathias | 2:13,65    |
| 1500 m             | Stella Christoforou                                                              | 4:38,91      | Martine Mellina                                                                          | 4:43,76  | Meropi Panayiotou | 4:44,88 PB |
| 5000 m             | Pascale Schmoetten                                                               | 17:36,77 PB  | Arndís Ýr Hafþórsdóttir                                                                  | 17:51,37 | Giselle Camilleri | 18:00,43   |
| 10000 m            | Pascale Schmoetten                                                               | 37:09,65     | Fríða Rún Þorðardóttir                                                                   | 37:20,76 | Carol Walsh | 37:39,13   |
| 100 m przez płotki | Evmorfia Badurda                                                                 | 13,25 CR, NR | Polyxeni Irodotou                                                                        | 13,92    | Kim Reuland | 13,96      |
| 400 m przez płotki | Antroula Shialou                                                                 | 59,99        | Kim Reuland                                                                              | 1:00,80  | Panagiota Hadjigianni | 1:03,73    |
| Skok wzwyż         | Efrosyni Drosou                                                                  | 1,78         | Helga Margrét Þorsteinsdóttir                                                            | 1,75     | Liz Kuffer | 1,72 PB    |
| Skok o tyczce      | Mariánna Zahariádi                                                               | 4,00         | Stéphanie Viellevoye                                                                     | 3,60     | Maria Aristotelous | 3,20       |
| Skok w dal         | Nektaria Panayi                                                                  | 6,05         | Jóhanna Ingadóttir                                                                       | 5,99     | Irene Charalampous | 5,97       |
| Trójskok           | Jóhanna Ingadóttir                                                               | 13,26 PB     | Thomaida Polydorou                                                                       | 12,54    | Eleftheria Christofi | 12,37      |
| Pchnięcie kulą     | Olympia Menelaou                                                                 | 14,70        | Florentia Kappa                                                                          | 14,55    | Helga Margrét Þorsteinsdóttir                                                                                            | 13,60      |
| Rzut oszczepem     | Ásdís Hjálmsdóttir                                                               | 58,93 CR     | Eleni Mavroudi                                                                           | 51,57 PB | Helga Margrét Þorsteinsdóttir                                                                                            | 48,56      |
| Sztafeta 4 x 100   | Cypr · Maria Savva · Anna Ramona Papaioannou · Evmorfia Badurda · Eleni Artimata | 45,98        | Luksemburg · Chantal Hayen · Laurence Thill · Kim Reuland · Laura Khol                   | 47,29    | Islandia · Linda Björk Lárusdóttir · Helga Margrét Þorsteinsdóttir · Hafdís Sigurðardóttir · Hrafnhild Eir Hermóðsdóttir | 47,33      |
| Sztafeta 4 x 400   | Luksemburg · Chantal Hayen · Charline Mathias · Martine Nobili · Kim Reuland     | 3:49,07      | Cypr · Julia Christodoulou · Stella Christoforou · Panagiota Hadjigianni · Irene Tsiarta | 3:53,96  | Islandia · Hrafnhild Eir Hermóðsdóttir · Hafdís Sigurðardóttir · Helga Margrét Þorsteinsdóttir · Ágústa Tryggvadóttir    | 4:00,10    |